# ImageMovers
ImageMovers (IM), originalmente conhecida como South Side Amusement Company até 1997, é uma produtora americana que cria animação, captura de movimento e filmes e séries de televisão. A empresa é conhecida por ter produzido filmes como Cast Away (2000), What Lies Beneath (2000), The Polar Express (2004) e Monster House (2006). De 2007 a 2011, a The Walt Disney Company e a ImageMovers formaram em uma joint venture um estúdio de animação conhecido como ImageMovers Digital, que produziu dois filmes em captura de movimento: A Christmas Carol (2009) e Mars Needs Moms (2011) para a Walt Disney Pictures, nenhum dos dois teve sucesso financeiro.

## História

### South Side Amusement Company (1984–1997)
Em 1 de março de 1984, Robert Zemeckis incorporou e fundou o estúdio como South Side Amusement Company. O estúdio só existia em nome no seu começo.
No começo da década de 1990, Zemeckis assinou um contrato de produção com a Universal Pictures, para ela lançar filmes sob o nome da South Side Amusement Company. Durante este acordo, o estúdio produziu filmes como Death Becomes Her, Trespass, The Public Eye, The Frighteners and Contact.

#### Primeiros anos como ImageMovers (1997–2007)
Em 1997, foi anunciado que a South Side Amusement Company havia mudado de nome para ImageMovers, e que Jack Rapke, funcionário da Creative Artists Agency, e o produtor Steve Starkey (que era produtor dos filmes que Zemeckis estava dirigindo, desde sua passagem como produtor associado em Who Framed Roger Rabbit) haviam se juntado ao estúdio. Também foi anunciado que a ImageMovers havia assinado um contrato de cinema não-exclusivo com a DreamWorks.
Em 2001, o estúdio tentou assinar uma parceria com a Warner Bros., mas acabou fracassando. Depois que o acordo com a Warner entrou em colapso, o estúdio renovou o acordo com a DreamWorks para produzir mais filmes na época. 
Os primeiros oito filmes da ImageMovers com este nome foram What Lies Beneath (com Harrison Ford e Michelle Pfeiffer), Cast Away (com Tom Hanks), Matchstick Men (com Nicolas Cage), The Polar Express (também com Tom Hanks), The Prize Winner of Defiance, Ohio (com Julianne Moore), Last Holiday (com Queen Latifah), Monster House (com Mitchel Musso, Sam Lerner, Spencer Locke e Steve Buscemi), e Beowulf (com Ray Winstone, Anthony Hopkins, John Malkovich, Robin Wright Penn e Angelina Jolie).

#### Disney/ImageMovers Digital (2007–2011)
Em 2007, a The Walt Disney Company e a ImageMovers fundaram em uma joint venture um estúdio de animação conhecido ImageMovers Digital, sediado em Marin County, onde Zemeckis produziria e dirigiria filmes de animação 3D usando captura de movimento.
Em 6 de novembro de 2009, a ImageMovers Digital lançou seu primeiro filme, A Christmas Carol, um filme em captura de movimento baseado no livro de Charles Dickens de mesmo nome e estrelado por Jim Carrey, Gary Oldman, Colin Firth e Cary Elwes. Em 12 de março de 2010, a Disney e a ImageMovers anunciaram que a ImageMovers Digital fecharia suas operações em janeiro de 2011 após a produção de Mars Needs Moms ser completada, resultando na demissão de aproximadamente 450 funcionários. O presidente da Walt Disney Studios, Alan Bergman, disse: "Dado ás realidades econômicas de hoje, nós precisamos encontrar formas alternativas de trazer conteúdo criativo para o público e a IMD não se encaixa mais no nosso modelo de negócios.". Havia sido anteriormente reportado que o estúdio tinha Calling All Robots, um remake de Yellow Submarine, uma sequência de Roger Rabbit e The Nutcracker em desenvolvimento. Disney abandonou todos esses projetos após o fracasso de bilheteria de Mars Needs Moms.

#### Universal Pictures (2011–presente)
Em agosto de 2011, foi anunciado que a ImageMovers assinou um contrato de produção de dois anos com a Universal Pictures.

## Filmografia
| Ano  | Filme                              | Co-produtora/distribuidora                                                               | Orçamento          | Bilheteria         |
| ---- | ---------------------------------- | ---------------------------------------------------------------------------------------- | ------------------ | ------------------ |
| 1984 | Romancing the Stone                | 20th Century Fox                                                                         | US$10 milhões      | $115.1 milhões     |
| 1985 | Back to the Future                 | Amblin EntertainmentUniversal Pictures                                                   | US$19 milhões      | US$389.1 milhões   |
| 1988 | Who Framed Roger Rabbit            | Amblin Entertainment Touchstone Pictures                                                 | US$50.6 milhões    | US$329.8 milhões   |
| 1989 | Back to the Future Part II         | Amblin Entertainment Universal Pictures                                                  | US$40 milhões      | US$335.9 milhões   |
| 1990 | Back to the Future Part III        | Amblin Entertainment Universal Pictures                                                  | US$40 milhões      | US$246.1 milhões   |
| 1992 | Death Becomes Her                  | Universal Pictures                                                                       | US$55 milhões      | US$149 milhões     |
| 1992 | Trespass                           | Universal Pictures                                                                       | US$14 milhões      | US$13.7 milhões    |
| 1992 | The Public Eye                     | Universal Pictures                                                                       | US$15 milhões      | US$3.06 milhões    |
| 1994 | Forrest Gump                       | The Steve Tisch Company Wendy Finerman Productions Paramount Pictures                    | US$55 milhões      | US$678.2 milhões   |
| 1996 | The Frighteners                    | WingNut FilmsUniversal Pictures                                                          | US$26 milhões      | US$29.3 milhões    |
| 1997 | Contact                            | Warner Bros. Pictures                                                                    | US$90 milhões      | US$171.1 milhões   |
| 2000 | What Lies Beneath                  | DreamWorks Pictures20th Century Fox                                                      | US$100 milhões     | US$291.4 milhões   |
| 2000 | Cast Away                          | DreamWorks Pictures20th Century Fox                                                      | US$90 milhões      | US$429.6 milhões   |
| 2003 | Matchstick Men                     | Warner Bros. Pictures Scott Free Productions                                             | US$62 milhões      | US$65.6 milhões    |
| 2004 | The Polar Express                  | Warner Bros. Pictures Playtone Castle Rock EntertainmentShangri-La Entertainment         | US$165 milhões     | US$310.6 milhões   |
| 2005 | The Prize Winner of Defiance, Ohio | DreamWorks Pictures                                                                      | US$12 milhões      | US$689,028 milhões |
| 2006 | Last Holiday                       | Paramount Pictures                                                                       | US$45 milhõe       | US$43.3 milhões    |
| 2006 | Monster House                      | Columbia PicturesAmblin Entertainment                                                    | US$75 milhões      | US$140.2 milhões   |
| 2007 | Beowulf                            | Paramount Pictures (Estados Unidos) Warner Bros. Pictures (Internacionalmente)           | US$150 milhões     | US$196.4 milhões   |
| 2009 | A Christmas Carol                  | Walt Disney Pictures; como ImageMovers Digital                                           | US$175–200 milhões | US$325 milhões     |
| 2011 | Mars Needs Moms                    | Walt Disney Pictures; como ImageMovers Digital                                           | US$150 milhões     | US$39.2 milhões    |
| 2011 | Real Steel                         | Touchstone Pictures DreamWorks Pictures Reliance Entertainment 21 Laps Entertainment     | US$110 milhões     | US$299.3 milhões   |
| 2012 | Flight                             | Paramount Pictures Parkes/MacDonald                                                      | US$31 milhões      | US$161.8 milhões   |
| 2015 | The Walk                           | TriStar Productions TriStar Pictures                                                     | US$35–45 milhões   | US$108.4 milhões   |
| 2016 | Allied                             | Paramount Pictures GK Films                                                              | US$85–113 milhões  | US$120 milhões     |
| 2018 | Welcome to Marwen                  | Universal Pictures DreamWorks Pictures Perfect World Pictures                            | US$39–50 milhões   | US$12.9 milhões    |
| 2020 | The Witches                        | Warner Bros. Pictures Esperanto Filmoj Double Dare You ProductionsNecropia Entertainment |                    | US$26.9 milhões    |
| 2021 | Finch                              | Amblin Entertainment Ducth Angle Alibaba Pictures Playtone Apple TV+                     |                    |                    |
| 2022 | Pinocchio                          | Walt Disney Pictures Depth of Field Studios                                              |                    |                    |
| TBA  | Steel Soldiers                     | STX Entertainment                                                                        |                    |                    |
| TBA  | Mr. Lucky                          | Apple TV+ Twin Ink                                                                       |                    |                    |
| TBA  | Ares                               | Warner Bros. Pictures Rideback Centropolis Entertainment                                 |                    |                    |

#### Séries de televisão (Compari Entertainment)
A primeira incursão da ImageMovers na produção de televisão foi The Borgias, que foi ao ar no Showtime de 2011 a 2013. Em 25 de agosto de 2016, foi fundada a Compari Entertainment, divisão de televisão da empresa, com Manifest, da NBC, que estreou em 24 de setembro de 2018, como sua primeira série de televisão.
- The Borgias (2011–13, Showtime) (produzido como ImageMovers)[17]
- Manifest (2018-, NBC)[18]
- Medal of Honor (2018, Netflix)[19]
- Project Blue Book (2019–20, History)[20]
- What/If (2019, Netflix)[21]
- Tooned Out (TBA, HBO Max)[22]